# Siphonolejeunea elegantissima
Siphonolejeunea elegantissima là một loài Rêu trong họ Lejeuneaceae. Loài này được (Stephani) Grolle miêu tả khoa học đầu tiên năm 1976.